# Glorieta de Bilbao
La glorieta de Bilbao es una plaza en forma de estrella situada en Madrid, España, donde convergen los distritos de Centro y Chamberí y las calles de Fuencarral, Carranza, Luchana y Sagasta. Toma su nombre de la Puerta de Bilbao, situada al final de la calle de Fuencarral, o de los Pozos.
En su perímetro se encuentra la estación de Bilbao del Metro de Madrid y el histórico Café Comercial.

## Historia
La historia de la glorieta está unida a la del Distrito Séptimo, el de Chamberí, construido en su mayor parte y urbanizado durante el siglo XIX como ensanche de la ciudad. Benito Pérez Galdós, en su libro Napoleón en Chamartín (Episodios nacionales) cuenta que en 1808 se llamaba «Puerta de los Pozos», por encontrarse allí una de las puertas de entrada a Madrid, cuyo nombre se debía a la instalación de pozos de nieve en sus inmediaciones, para abastecer de hielo a la ciudad, según un ingenioso proceso ideado en 1607 por Pablo Xarquíes.
Foco importante en la vida nocturna madrileña, vecina de las zonas de esparcimiento de Malasaña y Tribunal, se encontraba en ella el Café Comercial, situado en el número 7 de la glorieta. Otro edificio notable es el de la Regional Centro de Seguros Ocaso. Metro de Madrid tiene en la glorieta la estación de Bilbao, con enlace a las líneas 1 y 4. Desde la reforma de su trazado urbano en 2000 cuenta con una fuente con siete caños verticales alineados y varios accesos de zonas peatonales.